# Ander Mintegui
Ander Mintegui Rivera (20 maggio 2003) è uno sciatore alpino spagnolo.

## Biografia
Specialista delle prove veloci attivo dal novembre del 2019, Mintegui ha esordito in Coppa Europa il 7 dicembre 2023 a Zinal in slalom gigante, senza completare la prova, e ai Mondiali juniores di Alta Savoia 2024 ha vinto la medaglia d'argento nel supergigante; ai Mondiali di Saalbach-Hinterglemm 2025, sua prima presenza iridata, si è classificato 23º nella combinata a squadre e non ha completato la discesa libera e il supergigante. Non ha debuttato in Coppa del Mondo e non ha preso parte a rassegne olimpiche.

## Palmarès

### Mondiali juniores
- 1 medaglia:
  - 1 argento (supergigante ad Alta Savoia 2024)

### Coppa Europa
- Miglior piazzamento in classifica generale: 137º nel 2025

### Campionati spagnoli
- 1 medaglia:
  - 1 oro (supergigante nel 2025)